# Dorottya Palancsa
Dorottya Palancsa (18 de mayo de 1995) es una deportista húngara que compite en curling.
Ganó dos medallas de oro en el Campeonato Mundial de Curling Mixto Doble, en los años 2013 y 2015.

## Palmarés internacional
| Campeonato Mundial Mixto Doble | Campeonato Mundial Mixto Doble | Campeonato Mundial Mixto Doble | Campeonato Mundial Mixto Doble |
| Año                            | Lugar                          | Medalla                        | Prueba                         |
| ------------------------------ | ------------------------------ | ------------------------------ | ------------------------------ |
| 2014                           | Dumfries (Reino Unido)         | Medalla de oro                 | Mixto doble                    |
| 2015                           | Sochi (Rusia)                  | Medalla de oro                 | Mixto doble                    |